# Cerambyx

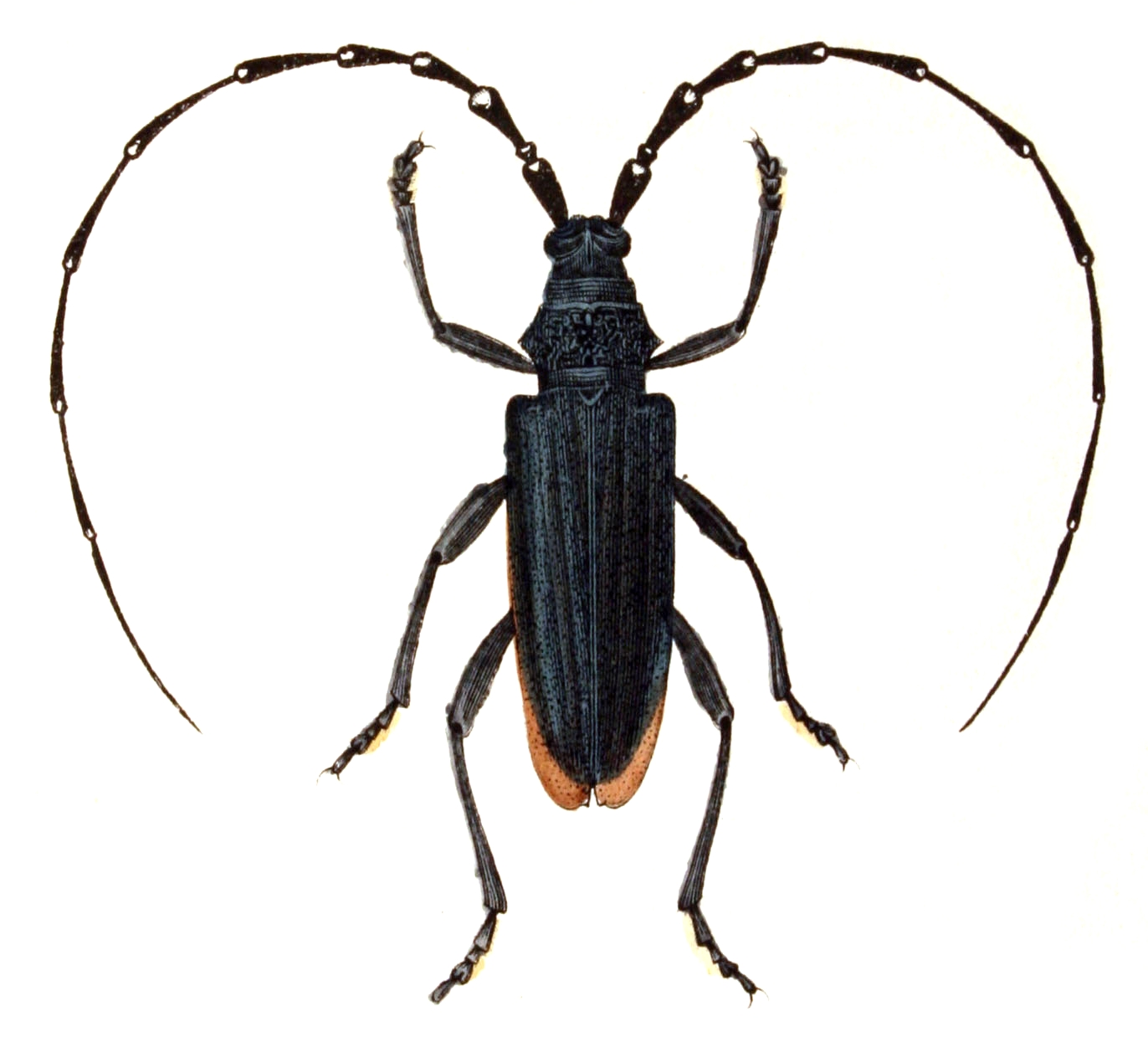
C. scopolii

Cerambyx là một chi bọ cánh cứng trong họ Cerambycidae.
Chi này gồm 30 loài:
- Cerambyx cerdo – Great Capricorn Beetle
- Cerambyx scopolii

## Hình ảnh

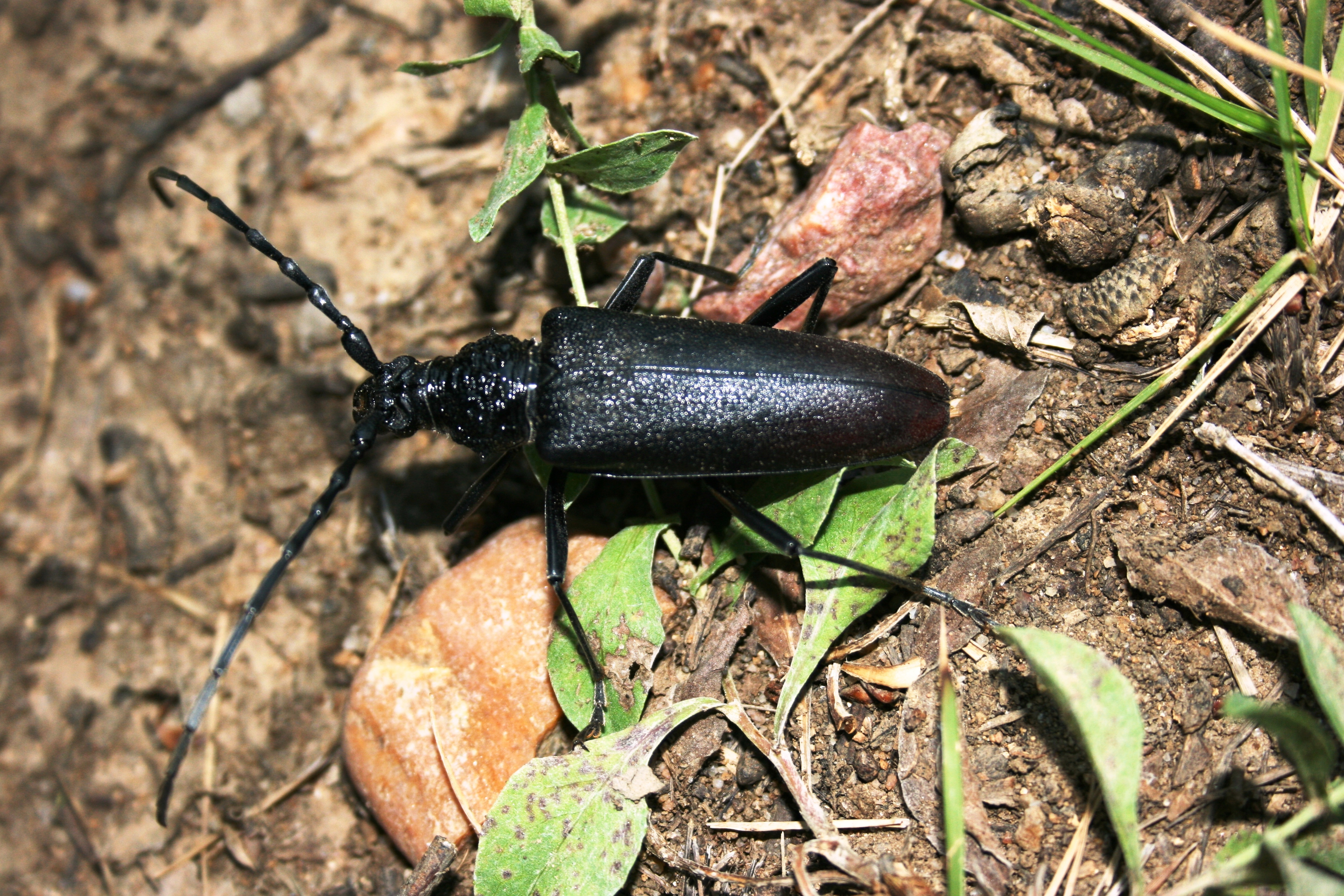
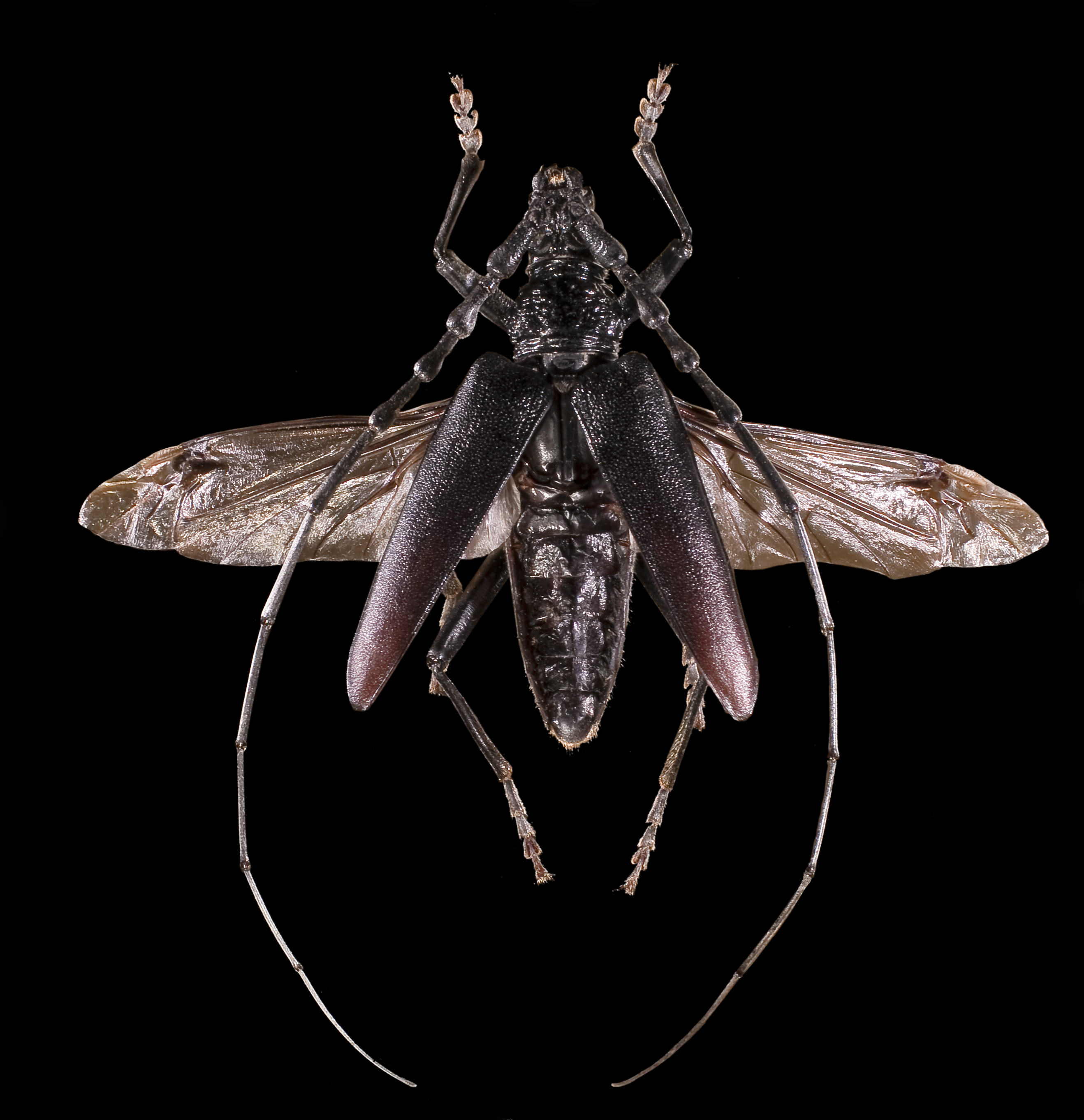